# 유목제국
유목제국(遊牧帝國; Nomadic empire)이란 유라시아 대초원에서 활을 들고 말을 탄 민족들이 세운 제국들로 이들의 생활 방식에는 유목이 있었다. 이러한 국가는 고전 고대(스키타이)부터 근세까지 존재해 왔다. 유목은 농경 다음으로 나타난 발전된 생활 방식이며 농경민들이 환경에 적응하여 목축을 하기 시작하면서 나타났다. 

## 목록
고대
- 킴메르
- 스키타이
- 사르마티아
- 훈
- 쿠샨 제국
- 파르티아

중세
- 유연
- 튀르크
- 위구르
- 키르기즈
- 몽골 제국
- 티무르 제국

근세
- 코칸트 칸국
- 부하라 칸국

## 같이 보기
- 정복왕조
- 유라시아 유목민
- 중앙아시아의 역사
- 내륙아시아
- 보르지긴
- 스키타이 문화